# Tibor Pézsa
Tibor Pézsa (n. 15 noiembrie 1935, Esztergom, Regatul Ungariei, Ungaria) este un scrimer ungur specializat pe sabie, laureat cu patru medalii olimpice, inclusiv o medalie de aur la individual la Tokyo 1964. A cucerit și nouă medalii mondiale, inclusiv două de aur.

## Carieră
S-a apucat de scrimă la vârsta de 18 ani la Esztergom, apoi a activat la clubul Honvéd Budapesta sub conducerea lui János Szűcs. A fost unul din membrii echipei care a cucerit medalia de aur la Universiada din 1957, apoi a obținut prima sa medalie mondială, argintul pe echipe, la Campionatul Mondial din 1962 de la Buenos Aires. Cariera sa a culminat cu titlul olimpic la individual la Jocurile Olimpice din 1964.
După ce s-a retras din activitatea competițională în 1973, a devenit maestru de scrimă. A fost antrenorul principal al lotului național din Ungaria din 1978 până 1982, apoi a lucrat la clubul german FC Tauberbischofsheim. În anul 2005 și-a înființat propriul său club de scrimă, Pézsa Tibor Vívóakadémia, unde a pregătit-o, printre altele, pe Anna Márton. În anul 2014 a fost numit cetățean de onoare orașului Esztergom.